# 大拉謝爾山

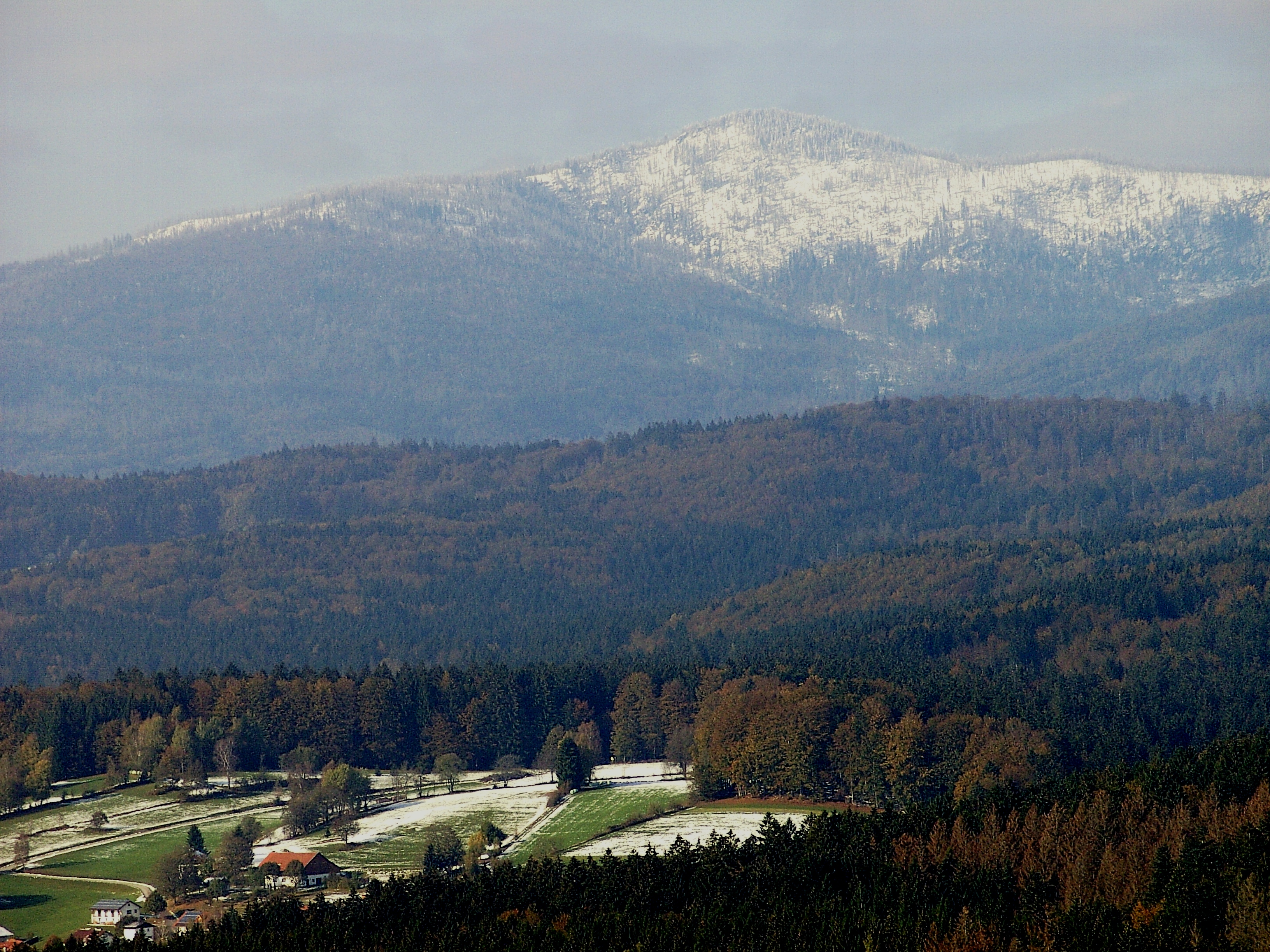

48°58′42″N 13°23′22″E / 48.97833°N 13.38944°E
大拉謝爾山（德語：Großer Rachel），是德國的山峰，位於該國東南部，由巴伐利亞負責管轄，處於巴伐利亞森林國家公園，距離大阿爾伯山23.8公里，海拔高度1,452米，每年平均降雨量1,290毫米。